# Língua canaresa
O canarês (em canarês: ಕನ್ನಡ; romaniz.: kannada), canarim ou canará, é uma língua dravídica meridional da Índia, atualmente tem status ativo, sendo a principal utilizada para comunicação cotidiana em cidades como Bangalor. Em 2011 havia mais de 58 milhões de falantes da língua ao redor do mundo, sendo aproximadamente 43
milhões nativos e 15 milhões como segunda ou terceira língua.
Utilizada principalmente nos estados de Carnataca (onde é idioma oficial e administrativo) e Goa, a língua também é falada em Maarastra, Andra Pradexe, Tâmil Nadu, Telanganá e Querala. O canarês é uma das línguas clássicas da Índia, tendo sido língua da corte de poderosos impérios na Índia Central e Meridional, como as dinastias Chaluquia e Rastracuta, além dos impérios de Bisnaga e Hoysala.

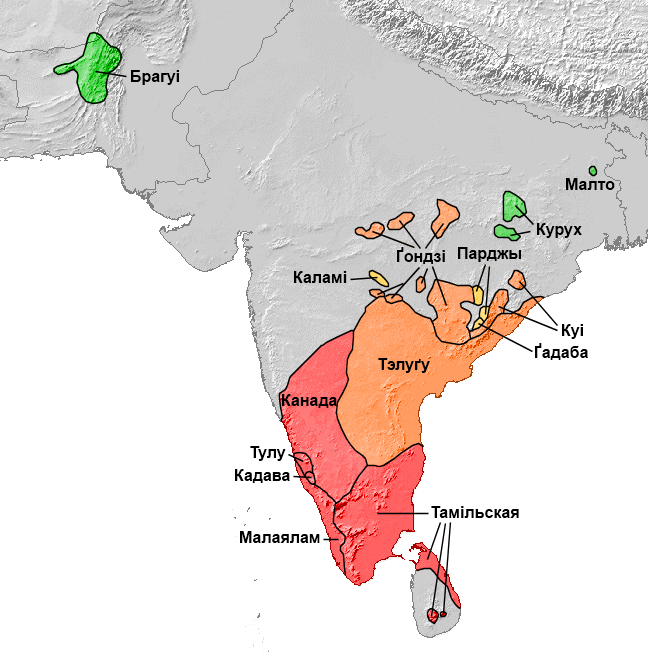
Mapa das línguas dravídicas

## Classificação
O canarês é parte da família dravídica, que contém aproximadamente 73 línguas faladas principalmente no sul da Índia e nordeste do Sri Lanca. Nessa família, as línguas são bastante próximas, sendo altamente inteligíveis entre si. A maior parte dos linguistas concorda em dividi-las em quatro grupos: Setentrional, Central, Meridional-Central e Meridional, esse último sendo o que abriga o canarês.

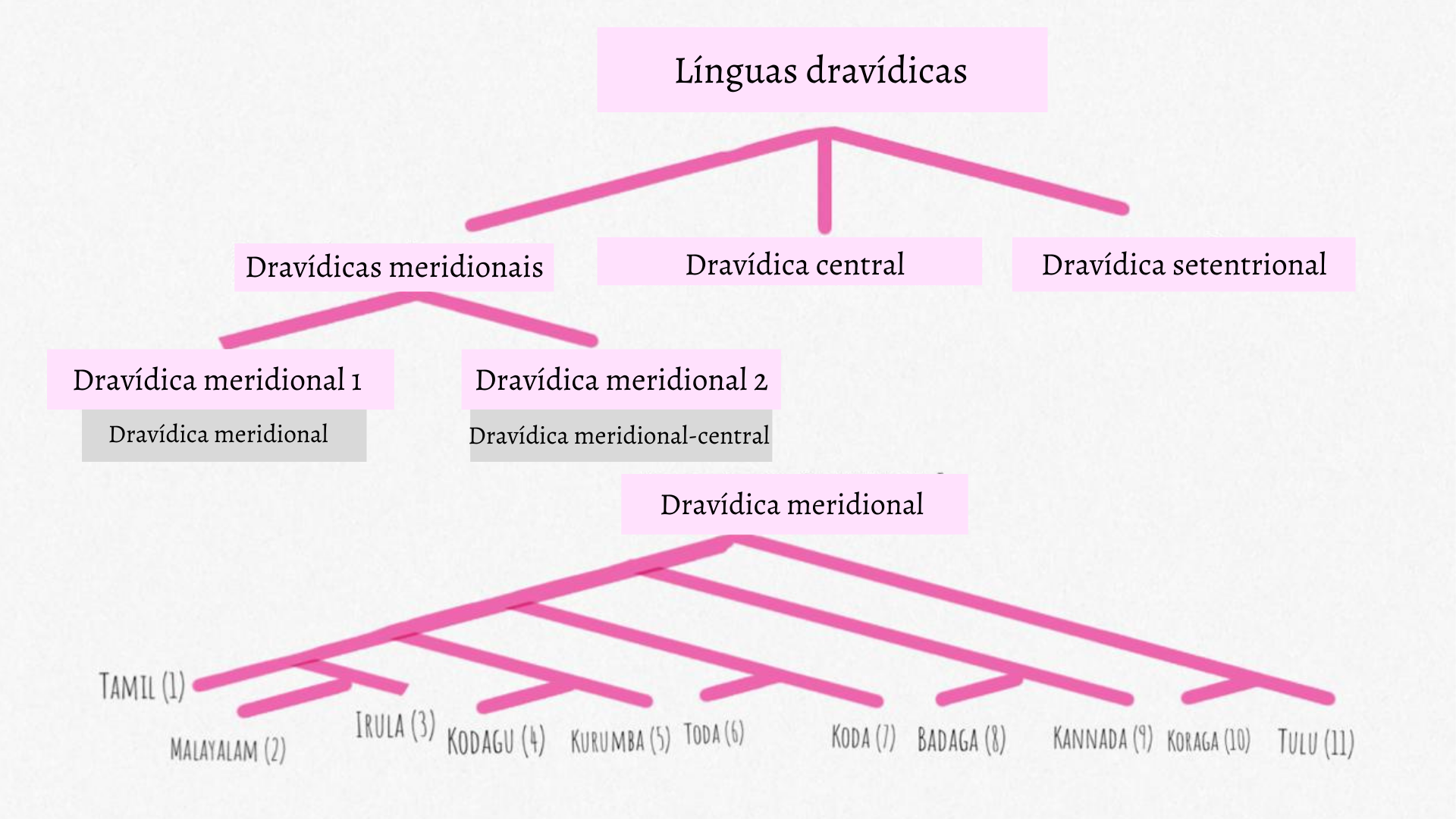
Cladograma de línguas dravídicas

## Fonologia
O canarês, assim como outras línguas dravídicas, possui um número significante de consoantes retroflexas, além de vogais longas e curtas. Algumas consoantes, especialmente as aspiradas (vozeados e não-vozeados), são empréstimos das línguas indo-arianas, junto com as sibilantes retroflexas e as apico-palatais.

### Vogais
|         | Anterior | Anterior | Posterior | Posterior |
| curta   | longa    | curta    | longa     |           |
| ------- | -------- | -------- | --------- | --------- |
| Fechada | i (ಇ)    | iː (ಈ)   | u (ಉ)     | uː (ಊ)    |
| Central | e (ಎ)    | eː (ಏ)   | o (ಒ)     | oː (ಓ)    |
| Aberta  |          |          | ɐ (ಅ)     | aː (ಆ)    |

Há 5 fonemas vocálicos longos e 5 curtos. Os ditongos ai e au ocorrem, mas podem ser considerados junções de a+y e a+v, duas consoantes do canarês, sendo apenas dígrafos.

### Consoantes
|             |                   | Labial | Dental/Alveolar | Retroflexa | Palatal | Velar  | Glotal |
| ----------- | ----------------- | ------ | --------------- | ---------- | ------- | ------ | ------ |
| Nasal       | Nasal             | m (ಮ)  | n (ನ)           | ɳ (ಣ)      | ɲ (ಞ)   | ŋ (ಙ)  |        |
| Plosivas    | desvozeada        | p (ಪ)  | t̪ (ತ)           | ʈ (ಟ)      | tʃ (ಚ)  | k (ಕ)  |        |
| Plosivas    | aspirada (surda)  | pʰ (ಫ) | t̪ʰ (ಥ)          | ʈʰ (ಠ)     | tʃʰ (ಛ) | kʰ (ಖ) |        |
| Plosivas    | vozeada           | b (ಬ)  | d̪ (ದ)           | ɖ (ಡ)      | dʒ (ಜ)  | ɡ (ಗ)  |        |
| Plosivas    | aspirada (sonora) | bʱ (ಭ  | d̪ʱ (ಧ)          | ɖʱ (ಢ)     | dʒʱ (ಝ) | ɡʱ (ಘ) |        |
| Fricativa   | Fricativa         |        | s (ಸ)           | ʂ (ಷ)      | ʃ (ಶ)   |        | h (ಹ)  |
| Aproximante | Aproximante       | ʋ (ವ)  | l (ಲ)           | ɭ (ಳ)      | j (ಯ)   |        |        |
| Vibrante    | Vibrante          |        | r (ರ)           |            |         |        |        |

O canarês tem um inventário de consoantes nativo das línguas dravídicas, com um sistema superimposto de consoantes aspiradas e sibilantes (s (ಸ); ʂ (ಷ) e ʃ (ಶ)) suplementares emprestadas do indo-ariano. Há ocorrências das consoantes f e z emprestadas do urdu e reforçadas por empréstimos do inglês, no entanto, essas normalmente são substituídas por fonemas nativos como pʰ e s, respectivamente. São, no total, 34 consoantes.

## Escrita
A escrita do canarês (ಅಕ್ಷರಮಾಲೆ akṣaramāle ou ವರ್ಣಮಾಲೆ varṇamāle) é um abugida da família das escritas brâmicas, contendo quarenta e nove letras. As letras consonantais implicam em alguma vogal inerente (a), não sendo feita a representação gráfica dessas. Para representar outras vogais,  diacríticos são adicionados às consoantes. Letras representando consoantes são combinadas para formar dígrafos (ಒತ್ತಕ್ಷರ ottakṣara) quando não há vogal intermediária. Caso contrário, cada letra corresponde a uma sílaba. Vogais são independentes quando começam a sílaba. Quando consoantes aparecem juntas sem vogal, a segunda é expressa por um símbolo de conjunto, que consiste numa pequena versão da consoante embaixo da original (exemplo: ddha "ದ್ಧ").
A leitura é feita da esquerda para a direita.
| Letra | Diacrítico | Letra | Diacrítico | Equivalentes            |
| ----- | ---------- | ----- | ---------- | ----------------------- |
| ಅ     | ರ          | ಆ     | ಾ           | ɐ e a:, respectivamente |
| ಇ     | ಿ           | ಈ     | ೀ           | i e i:, respectivamente |
| ಉ     | ು           | ಊ     | ೂ           | u e u:, respectivamente |
| ಎ     | ೆ           | ಏ     | ೇ           | e e e:, respectivamente |
| ಒ     | ೊ           | ಓ     | ೋ           | o e o:, respectivamente |

| ಕ (ka)   | ಖ (kha) | ಗ (ga) | ಘ (gha) | ಙ (ṅa)  |
| ಚ (ca)   | ಛ (cha) | ಜ (ja) | ಝ (jha) | ಞ (ña)  |
| ಟ (ṭa)   | ಠ (ṭha) | ಡ (ḍa) | ಢ (ḍha) | ಣ (ṇa)  |
| ತ (ta)   | ಥ (tha) | ದ (da) | ಧ (dha) | ನ (na)  |
| ಪ (pa)   | ಫ (pha) | ಬ (ba) | ಭ (bha) | ಮ (ma)  |
| ಯ (ya)   | ರ (ra)  | ಲ (la) | ವ (va)  | ಶ (śa)  |
| ಷ (ṣa)   | ಸ (sa)  | ಹ (ha) | ಳ (ḷa)  | ಕ್ಸ(ksa) |
| ಞ್ಞ (jña) |         |        |         |         |

## Gramática

### Pronomes

#### Pronomes pessoais
Em canarês, como em outras línguas dravídicas, pronomes pessoais têm marcação de número, mas não de gênero. Assim como em línguas latinas como o francês e o português, uma palavra representa cada pessoa na segunda e na primeira pessoa. Além disso, na segunda pessoa, a forma plural também é utilizada de forma honorífica para se referir a apenas um indivíduo em situações formais.
| SIngular | SIngular | SIngular | Plural | Plural | Plural                    |
| -------- | -------- | -------- | ------ | ------ | ------------------------- |
| ನಾನು       | nānu     | eu       | ನಾವು     | nāvu   | nós                       |
| ನೀನು       | nīnu     | você     | ನೀವು     | nīvu   | vocês(ou você honorífico) |

#### Pronomes demonstrativos
Os pronomes demonstrativos indicam tanto gênero, quanto número. O canarês não possui especificamente pronomes pessoais de terceira pessoa, e em vez disso usa seus dois pronomes demonstrativos (esse e aquele) para essa função, a escolha de qual será utilizado depende unicamente da proximidade do indivíduo a quem se refere. Ou seja, quando se diz “ele (avanu)”, está se dizendo de fato “aquele". Há também uma forma honorífica, referindo-se a uma única pessoa de importância, utilizando o plural.
| Singular | Singular | Singular      | Plural | Plural | Plural                |
| -------- | -------- | ------------- | ------ | ------ | --------------------- |
| ಅವನು      | avanu    | aquela pessoa | ಅವರು    | avaru  | aquelas pessoas       |
|          |          |               | ಅವರು    | avaru  | aquela pessoa(formal) |
| ಆತ       | āta      | aquela pessoa | ಅವರು    | avaru  | aquelas pessoas       |
| ಅವಳು      | avaḷu    | aquela pessoa | ಅವರು    | avaru  | aquelas pessoas       |
| ಆಕೆ       | āke      | aquela pessoa | ಅವರು    | avaru  | aquelas pessoas       |
| ಅದು       | adu      | aquela coisa  | ಅವು     | avu    | aquelas pessoas       |

| Singular | Singular | Singular                | Plural | Plural | Plural              |
| -------- | -------- | ----------------------- | ------ | ------ | ------------------- |
| ಇವನು      | ivanu    | essa pessoa (masculino) | ಇವರು    | ivaru  | essas pessoas       |
|          |          |                         | ಇವರು    | ivaru  | essa pessoa(formal) |
| ಈತ       | īta      | essa pessoa (masculino) | ಇವರು    | ivaru  | essas pessoas       |
| ಇವಳು      | ivaḷu    | essa pessoa (feminino)  | ಇವರು    | ivaru  | essas pessoas       |
| ಈಕೆ       | īke      | essa pessoa (feminino)  | ಇವರು    | ivaru  | essas pessoas       |
| ಇದು       | idu      | essa coisa              | ಇವು     | ivu    | essas coisas        |

### Substantivos

#### Gênero
Na Shabdamanidarpana, gramática completa de canarês escrita por Kesiraja em 1260, nove diferentes gêneros são descritos. No entanto, nos registros modernos da língua, apenas três são perceptíveis: masculino, feminino e neutro. Todos os substantivos possuem gênero, mas apenas pessoas e palavras referentes a humanos podem ser designadas como masculino ou feminino, ou seja, todos os objetos têm gênero neutro: mãe pode ser feminino, e rei, masculino, mas uma árvore, um rio, o mundo e o amor, não, sendo apenas neutros. No entanto, alguns conceitos e objetos inanimados que são personificados em deuses Hindus(que são pessoas), recebem gênero masculino ou feminino, como é o caso de sūrya, o sol, que é masculino.
masculino (ಪುಲ್ಲಿಂಗ)
- Exemplos: arasa ('rei'), vāyu ('vento')

feminino (ಸ್ತ್ರೀಲಿಂಗ)

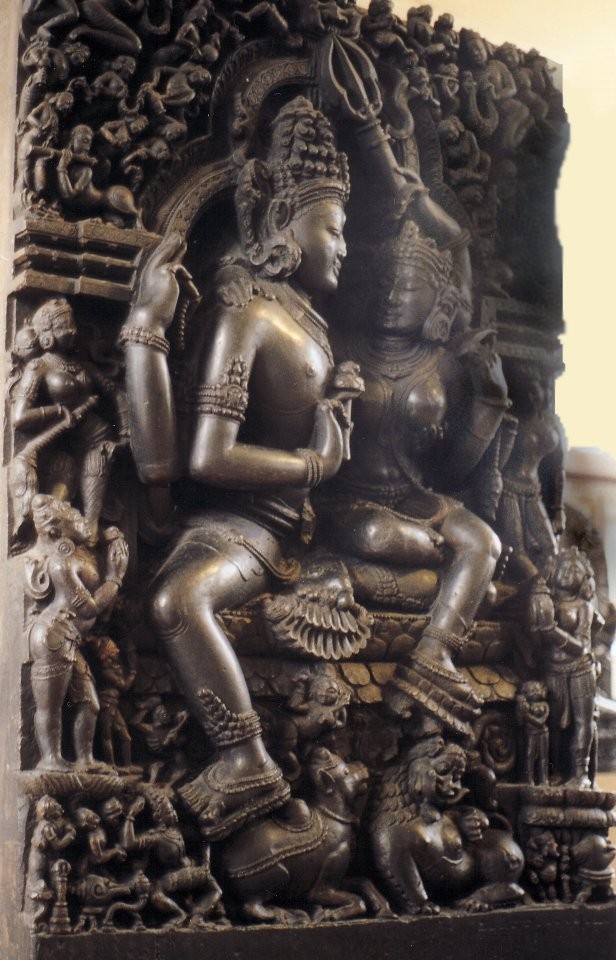
Deus Hindu Siva e Deusa Hindu Parvarti

- Deus Hindu Siva e Deusa Hindu ParvartiExemplos: Parvati, Lakshmi, Saraswati(três deusas Hindus), amma ('mãe')

gênero neutro (ನಪುಂಸಕಲಿಂಗ)
- Exemplos: amor (prīti), mundo (lōka), árvore (mara), rio (nadi)

#### Casos
O canarês reconhece oito casos. São: nominativo, acusativo, instrumental, dativo, ablativo, genitivo, locativo e vocativo. Além disso, há relações sintáticas como a sociativa para além desses 8 casos específicos. Os marcadores de caso são na forma de sufixos ou posposições, havendo também algumas prefixações isoladas.
| Casos                                     | Exemplo          | Exemplo                    | Exemplo             |
| Casos                                     | Alfabeto canarês | Transliteração             | Tradução            |
| ----------------------------------------- | ---------------- | -------------------------- | ------------------- |
| nominativo (ಕರ್ತೃವಿಭಕ್ತಿ - kartr̥vibhakti)      | ತಂಗಿ               | Taṅgi                      | filha               |
| acusativo (ಕರ್ಮವಿಭಕ್ತಿ - karmavibhakti)       | ಹುಡುಗಿಯನ್ನು ನೋಡಿ        | Huḍugiyannu nōḍi           | ver a garota        |
| instrumental (ಕರಣವಿಭಕ್ತಿ - karaṇavibhakti)   | ಮರದಿಂದ ಮಾಡಿದ         | Maradinda māḍida           | feito com madeira   |
| dativo (ಸಂಪ್ರದಾನವಿಭಕ್ತಿ - sampradānavibhakti)   | ಆತನಿಗೆ             | Ātanige                    | para ele            |
| ablativo (ಅಪಾದಾನವಿಭಕ್ತಿ - apādānavibhakti)     | ಅವಳು ಅಮೆರಿಕೆಯಿಂದ ಬಂದಳು   | Avaḷu amerikeyinda bandaḷu | ela veio da América |
| genitivo (ಸಂಬಂಧವಿಭಕ್ತಿ - saṃbandhavibhakti)    | ಹಸುವಿನ ಹಾಲು          | Hasuvina hālu              | leite de vaca       |
| locativo (ಅಧಿಕರಣವಿಭಕ್ತಿ - adhikaraṇavibhakti) | ಮನೆಯಲ್ಲಿ            | Maneyalli                  | na casa             |
| vocativo(ಸಂಬೋಧನಾವಿಭಕ್ತಿ - saṃbōdhanāvibhakti)   | ಗುರುಗಳೇ             | Gurugaḷu                   | Professor!          |

##### Marcadores
1. O primeiro caso ou caso nominativo não é marcado: o substantivo ou radical aparece sozinho.
2. O sufixo acusativo ou objetivo é -annu. O sufixo é obrigatório apenas com a maioria dos substantivos humanos. Substantivos que terminam com i e e, como giri (montanha), tande (pai) recebem um prefixo y-. Os substantivos neutros que terminam com a e u, como mara (árvore), recebem um prefixo v-. Os substantivos masculinos e femininos recebem um prefixo n-.
3. O instrumental e ablativo possui sufixo -inda
4. Os sufixos para o sociativo (que é apenas uma relação sintática, ainda não sendo considerado um caso) são -jate, -jateyalli ou -oḍane que é adicionado ao radical oblíquo (genitivo).
5. Os sufixos para o dativo são -ge, -ige, -ke e -akke.
6. O caso genitivo ou possessivo é o radical(normalmente o substantivo) + o sufixo para o genitivo, que é -a.
7. Os sufixos para o caso locativo são -alli e -oḷage. Eles transmitem o significado da localização.
8. O caso vocativo é indicado pelo alongamento da vogal curta final, é adicionado ao sufixo plural -lu e outros substantivos com terminação -u.[13]

### Verbos
Os verbos em canarês ocorrem em duas formas: finita e não-finita. Os verbos finitos não podem ter nada adicionado a eles, e como se encontram na última posição na frase (sujeito-objeto-verbo), geralmente terminam a frase. Já os verbos não-finitos necessitam de outra forma acompanhando-os.

#### Formas Não-finitas
A primeira forma verbal não finita é a forma infinitiva (ಭಾವರೂಪ). Existem dois infinitivos, que variam em seus usos e terminações, um consistindo no radical adicionado a +al ou +alu, e o outro, no radical adicionado a +okke.
Exemplo: ಬರಲಬೀಕು"baralbeeku"(deve vir).
Além do infinitivo, o canarês tem dois tipos de particípio — o particípio adjetivo (ಕೃದ್ವಾಚಿ) e o particípio adverbial (ಕ್ರಿಯಾನ್ಯೂನ). O particípio adjetivo do canarês é peculiar, pois toma o lugar do pronome relativo que introduz uma oração relativa restritiva, o verbo da oração relativa, e se o pronome relativo é um complemento preposicional, da preposição governante. Há um particípio adjetival presente-futuro, bem como um particípio adjetivo passado. O particípio adverbial tem uma forma de tempo presente e uma forma de pretérito e modifica o verbo da frase. O particípio adverbial pode aceitar seu próprio nominativo, assim como o particípio adjetival em sua oração.
O canarês não tem um gerúndio, mas substantivos que expressam a mesma ideia podem ser formados sufixando o pronome neutro de terceira pessoa ao particípio adjetivo presente.

##### Particípio adverbial presente
Para formar o particípio adverbial presente de um verbo, deve-se adicionar o sufixo 'ಉತ್ತ' à forma bruta do verbo. Ocasionalmente, as formas 'ಉತ' ou 'ಉತ್ತಾ' podem aparecer.
ಮಾಡು (“fazer”) → ಮಾಡುತ್ತ (“fazendo”)
ಬರೆ (“escrever”) → ಬರೆಯುತ್ತ (“escrevendo”)

##### Particípio adverbial passado
Para formar o particípio adverbial passado de um verbo que termina em “ಉ”, adiciona-se o sufixo “ಇ” à forma bruta do verbo. Para formar o particípio adverbial passado de um verbo que termina em qualquer vogal, exceto "ಉ", adiciona-se o sufixo "ದು" à forma bruta do verbo.
ಮಾಡು (“fazer”) → ಮಾಡಿ (“ter feito”)
ಬರೆ (“escrever”) → ಬರೆದು (“ter escrito”)

##### Particípio adjetivo presente-futuro
Para formar o particípio adjetival presente-futuro, adiciona-se o sufixo “ಉವ” à forma bruta do verbo. Adicionando o sufixo ಅದು, pode obter-se uma espécie de gerúndio.
ಮಾಡು (“fazer) → ಮಾಡುವ (“ o que / isso faz, quem / o que / isso faz ”)
ಬರೆ (“escrever”) → ಬರೆಯುವ (“quem / qual / que escreve”)

##### Particípio adjetivo passado
O particípio passado adjetivo do verbo é formado a partir do particípio adverbial passado. Se o particípio adverbial passado de um verbo termina em 'ಉ', adiciona-se 'ಅ' ao final do particípio adverbial passado para formar o particípio adjetival passado. Se o particípio adverbial passado de um verbo termina em 'ಇ', adiciona-se 'ದ' ao final do particípio adverbial passado.
ಮಾಡು (“fazer) → ಮಾಡಿದ (“ quem / o que / isso faz, quem / o que / aquilo fez ”)
ಬರೆ (“escrever”) → ಬರೆದ (“quem / quem / quem escreveu”)

#### Formas Finitas
Os três tempos (ಕಾಲಗಳು) incluem o presente (ವರ್ತಮಾನಕಾಲ), o pretérito (ಭೂತಕಾಲ) e o futuro (ಭವಿಷ್ಯತ್ತುಕಾಲ). No entanto, formas distintas para cada um desses tempos existem apenas na forma afirmativa. O imperativo carece de tempo, e por causa do significado da forma futuro-contingente, também carece de distinções de tempo. A forma negativa é peculiar, pois suas formas podem possuir um significado no tempo presente, no passado ou no futuro, a ser inferido do contexto; no dialeto moderno, outros modos de negação são empregados.
Existem dois aspectos gramaticais (ಸ್ಥಿತಿಗಳು) dos verbos - o aspecto perfeito (ಪೂರ್ಣವಾಚಕ ಸ್ಥಿತಿ), em que a ação já ocorreu no momento expresso pelo tempo verbal do verbo, e o aspecto progressivo (ಗತಿಸೂಚಕ ಸ್ಥಿತಿ), em que a ação está em andamento no momento expresso pelo tempo verbal do verbo. Os verbos finitos em canarês são conjugados para todas essas propriedades, bem como três propriedades do sujeito: pessoa (ಪುರುಷ), número (ವಚನ) e gênero (ಲಿಂಗ).

##### Forma afirmativa

###### Presente
Para conjugar verbos em sua forma afirmativa no presente, anexa-se os seguintes sufixos ao particípio adverbial presente:
|                           | Singular | Plural |
| ------------------------- | -------- | ------ |
| primeira pessoa           | ಏನೆ       | ಏವೆ     |
| segunda pessoa            | ಈ        | ಈರಿ     |
| terceira pessoa masculina | ಆನೆ       | ಆರೆ     |
| terceira pessoa feminina  | ಆಳೆ       | ಆರೆ     |
| terceira pessoa neutra    | ಅದೆ       | ಅವೆ     |

| Escrita canaresa | Transliteração | Tradução           |
| ---------------- | -------------- | ------------------ |
| ಮಾಡುತಏನೆ            | Māḍuta'ēne     | Eu faço            |
| ಮಾಡುತಏವೆ            | Māḍuta'ēve     | Nós fazemos        |
| ಮಾಡುತ್ತಈ            | Māḍuta'ī       | Você faz           |
| ಮಾಡುತ್ಈರಿ            | Māḍuta'īri     | Vocês fazem        |
| ಮಾಡುತ್ತಆನೆ           | Māḍuta'āne     | Ele faz            |
| ಮಾಡುತ್ತಆರೆ           | Māḍuta'āre     | Eles fazem         |
| ಮಾಡುತ್ತಆಳೆ           | Māḍuta'āḷe     | Ela faz            |
| ಮಾಡುತ್ತಆರೆ           | Māḍuta'āre     | Elas fazem         |
| ಮಾಡುತಅದೆ್ತ           | Māḍuta'ade     | Essa coisa faz     |
| ಮಾಡುತ್ತಅದೆ           | Māḍuta'ave     | Essas coisas fazem |

###### Pretérito
Para conjugar verbos em sua forma afirmativa no pretérito, anexa-se os seguintes sufixos ao particípio adjetivo passado, exceto para o sufixo neutro do singular de terceira pessoa, que é anexado ao particípio adverbial passado:
|                           | Singular | Plural |
| ------------------------- | -------- | ------ |
| primeira pessoa           | ಎನು       | ಎವು     |
| segunda pessoa            | ಎ/ಇ      | ಇರಿ     |
| terceira pessoa masculina | ಅನು       | ಅರು     |
| terceira pessoa feminina  | ಅಳು       | ಅರು     |
| terceira pessoa neutra    | ಇತು       | ಉವು/ಅವು  |

| Escrita canaresa | Transliteração | Tradução             |
| ---------------- | -------------- | -------------------- |
| ಮಾಡಿದಎನು            | Māḍida'enu     | Eu fiz               |
| ಮಾಡಿದಎವು            | Māḍida'evu     | Nós fizemos          |
| ಮಾಡಿದಎ             | Māḍida'e       | Você fez             |
| ಮಾಡಿದಇರಿ            | Māḍida'iri     | Vocês fizeram        |
| ಮಾಡಿದಅನು            | Māḍida'anu     | Ele fez              |
| ಮಾಡಿದಅರು            | Māḍida'aru     | Eles fizeram         |
| ಮಾಡಿದಅಳು            | Māḍida'aḷu     | Ela fez              |
| ಮಾಡಿದಅರು            | Māḍida'aru     | Elas fizeram         |
| ಮಾಡಿಇತು             | Māḍi'itu       | Essa coisa fez       |
| ಮಾಡಿದಉವು            | Māḍida'uvu     | Essas coisas fizeram |

###### Futuro
Para conjugar verbos em sua forma afirmativa no futuro, anexa-se os seguintes sufixos ao particípio adjetival presente-futuro:
|                           | Singular | Plural |
| ------------------------- | -------- | ------ |
| primeira pessoa           | ಎನು       | ಎವು     |
| segunda pessoa            | ಎ/ಇ      | ಇರಿ     |
| terceira pessoa masculina | ಅನು       | ಅರು     |
| terceira pessoa feminina  | ಅಳು       | ಅರು     |
| terceira pessoa neutra    | ಉದು/ಅದು    | ಉವು/ಅವು  |

| Escrita canaresa | Transliteração | Tradução           |
| ---------------- | -------------- | ------------------ |
| ಮಾಡುವಎನು            | Māḍuva'enu     | Eu farei           |
| ಮಾಡುವಎವು            | Māḍuva'evu     | Nós faremos        |
| ಮಾಡುವಎ             | Māḍuva'e       | Você fará          |
| ಮಾಡುವಇರಿ            | Māḍuva'iri     | Vocês farão        |
| ಮಾಡುವಅನು            | Māḍuva'anu     | Ele fará           |
| ಮಾಡುವಅರು            | Māḍuva'aru     | Eles farão         |
| ಮಾಡುವಅಳು            | Māḍuva'aḷu     | Ela fará           |
| ಮಾಡುವಅರು            | Māḍuva'aru     | Elas farão         |
| ಮಾಡುವಉದು            | Māḍuva'udu     | Essa coisa fará    |
| ಮಾಡುವಉವು            | Māḍuva'uvu     | Essas coisas farão |

##### Futuro-contingente
A forma futuro contingente expressa a ideia de que a ação de um verbo pode talvez ocorrer no futuro. Por exemplo, 'ಮಾಡಿಏನು', que é conjugado na forma futuro-contingente, pode ser traduzido como 'eu faria (isso)'.
Estes são os sufixos para a forma contingente-futura, sufixada para o particípio adverbial passado:
|                           | Singular | Plural |
| ------------------------- | -------- | ------ |
| primeira pessoa           | ಏನು       | ಏವು     |
| segunda pessoa            | ಈಯೆ       | ಈರಿ     |
| terceira pessoa masculina | ಆನು       | ಆರು     |
| terceira pessoa feminina  | ಆಳು       | ಆರು     |
| terceira pessoa neutra    | ಈತು       | ಆವು     |

| Escrita canaresa | Transliteração | Tradução                   |
| ---------------- | -------------- | -------------------------- |
| ಮಾಡಿಏನು             | Māḍi'ēnu       | eu faria (isso)            |
| ಮಾಡಿಏವು             | Māḍi'ēvu       | nós faríamos (isso)        |
| ಮಾಡಿಈಯೆ             | Māḍi'īye       | você faria (isso)          |
| ಮಾಡಿಈರಿ             | Māḍi'īri       | vocês fariam (isso)        |
| ಮಾಡಿಆನು             | Māḍi'ānu       | ele faria (isso)           |
| ಮಾಡಿಆರು             | Māḍi'āru       | eles fariam (isso)         |
| ಮಾಡಿಆಳು             | Māḍi'āḷu       | ela faria (isso)           |
| ಮಾಡಿಆರು             | Māḍi'āru       | elas fariam (isso)         |
| ಮಾಡಿಈತು             | Māḍi'ītu       | essa coisa faria (isso)    |
| ಮಾಡಿಆವು             | Māḍi'āvu       | essas coisas fariam (isso) |

##### Imperativo
No imperativo, a segunda pessoa tem o sentido de comando, enquanto as terceiras e primeira pessoa dão a ideia de "vamos".
|                           | Singular | Plural |
| ------------------------- | -------- | ------ |
| primeira pessoa           | ಅಲಿ       | ಅಲಿ     |
| segunda pessoa            | Ø        | ಇರಿ     |
| terceira pessoa masculina | ಅಲಿ       | ಅಲಿ     |
| terceira pessoa feminina  | ಅಲಿ       | ಅಲಿ     |
| terceira pessoa neutra    | ಅಲಿ       | ಅಲಿ     |

ಅದನ್ನು ಮಾಡು ಅಲಿ "Adannu māḍu ali" = Vamos fazer isso!
ಅದನ್ನು ಮಾಡಿಇರಿ "Adannu māḍi'iri" = Faça isso!

##### Forma negativa
A forma negativa do verbo não tem nenhum tempo. O tempo deve ser inferido a partir do contexto. No entanto, mais comumente usada para negar um verbo é a palavra negativa 'ಇಲ್ಲ'.
ನನಗೆ ಕಾಫಿ ಇಷ್ಟವಿಲ್ಲ(Nanage kāphi iṣṭavilla) = Eu não gosto de café.

#### Voz
A expressão da voz (ಪ್ರಯೋಗ) no canarês é dividida em voz ativa (ಕರ್ತರೀ ಪ್ರಯೋಗ) e voz passiva (ಕರ್ಮಣಿ ಪ್ರಯೋಗ), essa última sendo raríssima. O que é descrito como a voz passiva consiste numa forma curta do infinitivo do verbo (não sendo -alu, mas -al), seguido do verbo auxiliar paḍu (experienciar, vivenciar).
ā kelasa māḍalpaḍuttade = o trabalho está sendo feito
Para indicar o agente da oração, utiliza-se o caso instrumental, apesar da construção não ser muito utilizada na prática, visto que o passivo busca o foco máximo no objeto.
idu avaniṃda māḍalpaḍuttade = o trabalho está sendo feito por ele
Uma construção mais comum para atingir o mesmo resultado, também usa o infinitivo em -alu, junto com uma forma neutra e singular do verbo āgu em terceira pessoa. O objeto do verbo continua sendo o objeto (ou seja, substantivos e pronomes indicando que os humanos devem estar no caso acusativo, e substantivos neutros e pronomes facultativamente), e não se torna o sujeito como no caso da construção com paḍu.

## Frase

### Ordem da frase
A ordem da frase (ಪದವಿನ್ಯಾಸ) em canarês é 'S-O-V', ou 'sujeito-objeto-verbo'. No entanto, em canarês, devido à sua natureza altamente flexional, a ordem das palavras de uma frase pode ser livremente alterada por estilo ou ênfase.

### Constituintes da frase
Os constituintes da frase (ವಾಕ್ಯದ ಭಾಗಗಳು) em canarês são sujeito e predicado. O sujeito consiste no tópico central da frase, declinado para o caso nominativo, enquanto o predicado consiste em um verbo, muitas vezes com um objeto, ou pode não ter nenhum verbo e objeto, exceto em vez disso, simplesmente ter outro substantivo declinado no caso nominativo, conhecido como o nominativo predicado, onde se pretende uma declaração de equivalência. O sujeito pode ser oculto e é quase sempre ativo. Em canarês, não pode haver mais de um verbo finito ou conjugado na frase. Por exemplo, a frase 'fui para a escola e voltei para casa'. não poderia ser traduzida literalmente.
ಮನೆಗೆ ಹೋಗುವೆನು, Manege hōguvenu ('Eu vou para casa.' Aqui, podemos omitir o sujeito 'ನಾನು', que significa 'eu' porque fica claro pela terminação do verbo).
ವಿನಯನು ಇವತ್ತು ವಶಾಲೆಗೆ ಹೋಗಲಿಲ್ಲ. ಮನೆಗೆ ಬಂದನು. Vinayanu ivattu vaśālege hōgalilla. Manege bandanu ('Vinay não foi à escola hoje. {Vinay / ele} voltou para casa.' Na segunda frase, o sujeito 'Vinay' é omitido porque está claro na frase anterior que o sujeito é 'Vinay').
ನಾನು ವಿದ್ಯಾಲಯಕ್ಕೆ ಹೋಗಿ ಮನೆಗೆ ಬಂದೆನು. Nānu vidyālayakke hōgi manege bandenu. ('Eu, tendo ido para a escola, voltei para casa.' / 'Fui para a escola e voltei para casa').
ನಾನು ಓಡಿ ಆಡುವೆನು. Nānu ōḍi āḍuvenu('Eu, depois de correr, vou jogar.' / 'Vou correr e jogar.' Observe que se a intenção for dizer que as duas ações acontecerão simultaneamente ('Vou jogar enquanto corro.') Então a frase seria escrita 'ನಾನು ಓಡುತ್ತ ಆಡುವೆನು.' Nānu ōḍutta āḍuvenu).

### Construção dativa
Em canarês, a construção dativa (ಸಂಪ್ರದಾನಪದ ಕಾರ್ತೃವಾಗಿರುವ ವಾಕ್ಯ) é usada com frequência. A construção dativa ocorre quando o sujeito semântico está no caso dativo e o objeto semântico direto está no caso nominativo. Por exemplo, em canarês, não se diz 'Sinto frio'; em vez disso, diz-se o equivalente a 'frio está acontecendo comigo' ('ನನಗೆ ಚಳಿಯು ಆಗುತ್ತ ಇದೆ, Nanage caḷiyu āgutta ide).
Ainda outro exemplo é o uso com 'ಇಷ್ಟ'. Por exemplo, alguém diz 'ನನಗೆ ಸೇಬುಗಳು ಇಷ್ಟ ಆಗುತ್ತವೆ' Nanage sēbugaḷu iṣṭa āguttave (idiomaticamente — 'Eu gosto de maçãs'; literalmente — 'para mim, maçãs tornam-se prazer').
As construções dativas são usadas para fazer o equivalente aos verbos de ligação, com muitos verbos auxiliares modais. Por exemplo, 'eu o vejo' é traduzido como 'ele me faz ver (ele)', com 'eu' no caso dativo.

## Exemplo de texto
O texto corresponde ao Artigo 1 da Declaração Universal de Direitos Humanos das Nações Unidas.
Canarês
ಎಲ್ಲಾ ಮಾನವರೂ ಸ್ವತಂತ್ರರಾಗಿಯೇ ಹುಟ್ಟಿದ್ದಾರೆ. ಹಾಗೂ ಘನತೆ ಮತ್ತು ಅಧಿಕಾರಗಳಲ್ಲಿ ಸಮಾನರಾಗಿದ್ದಾರೆ. ತಿಳಿವು ಮತ್ತು ಅಂತಃಕರಣಗಳನ್ನು ಪಡೆದವರಾದ್ದರಿಂದ, ಅವರು ಒಬ್ಬರಿಗೊಬ್ಬರು ಸಹೋದರ ಭಾವದಿಂದ ನಡೆದುಕೊಳ್ಳಬೇಕು.
Transliteração
Ellā mānavarū svatantrarāgiyē huttiddare. Hāgū ghanate mattu adhikāragaḷalli samānarāgiddāre. Thilivu mattu antaḥkaraṇagaḷannu paḍedavarāddarinda avaru obbarigobbaru sahōdara bhāvadinda nadedhukollabeku.
Português
Todos os seres humanos nascem livres e iguais em dignidade e direitos. São dotados de razão e consciência e devem agir em relação uns aos outros com espírito de fraternidade.